# アニバル・ゴドイ
アニバル・セシス・ゴドイ・レムス（Aníbal Cesis Godoy Lemus 、1990年2月10日 - ）は、パナマ・パナマ市出身のプロサッカー選手。パナマ代表。ナッシュビルSC所属。ポジションは、ミッドフィールダー。

## 経歴

### クラブ
チェポFCでキャリアをスタート。2011年11月、ゴドイ・クルス・アントニオ・トンバにレンタル移籍。チェポ復帰後の2013年8月、ハンガリーのブダペスト・ホンヴェードFCに移籍。
2015年8月、MLSのサンノゼ・アースクエイクスに移籍。

### 代表
2000年、カナダで開催されたU-20ワールドカップに参加した。
2010年3月、親善試合のベネズエラ戦で初キャップ。
2017 CONCACAFゴールドカップではグループステージ3試合と準々決勝に出場。グループステージのベストイレブンに選ばれたが、準々決勝のコスタリカ戦でオウンゴールを献上しチームは敗れた。

## 代表歴

### 出場大会
- パナマ代表
  - 2018 FIFAワールドカップ

### 試合数
- 国際Aマッチ 136試合 4得点（2010年-）[7]

| パナマ代表 | 国際Aマッチ | 国際Aマッチ |
| 年         | 出場        | 得点        |
| ---------- | ----------- | ----------- |
| 2010       | 5           | 0           |
| 2011       | 11          | 0           |
| 2012       | 8           | 0           |
| 2013       | 19          | 0           |
| 2014       | 3           | 1           |
| 2015       | 16          | 0           |
| 2016       | 8           | 0           |
| 2017       | 15          | 0           |
| 2018       | 12          | 0           |
| 2019       | 3           | 0           |
| 2020       | 0           | 0           |
| 2021       | 13          | 2           |
| 2022       | 13          | 1           |
| 2023       | 10          | 0           |
| 2024       |             |             |
| 通算       | 136         | 4           |